# Доналд Ґоллан
Доналд Ґоллан (англ. Donald Gollan, 19 січня 1896 — 13 серпня 1971) — британський академічний веслувальник.
Срібний призер Олімпійських Ігор 1928 року в складі вісімки.